# Vorbunker

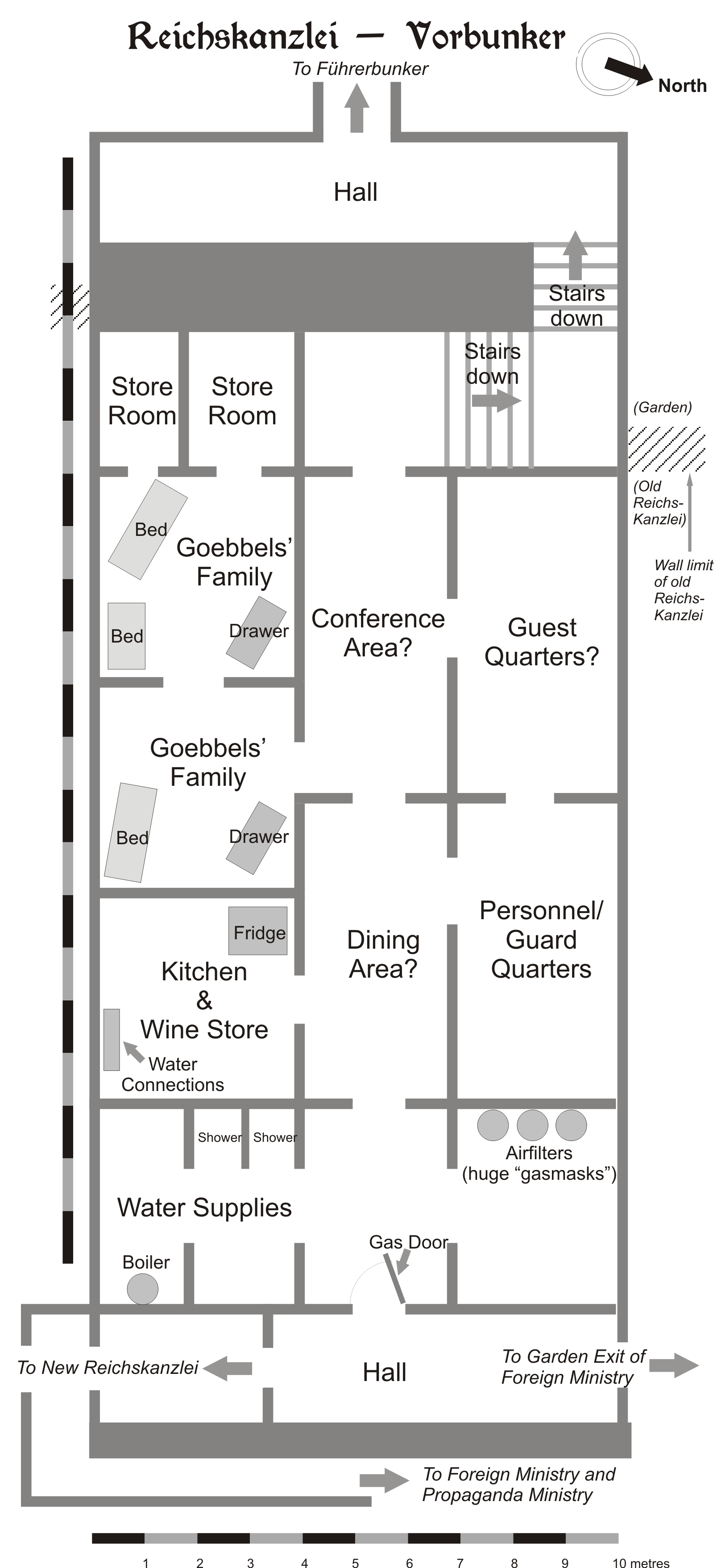
Esquema do Vorbunker em Abril de 1945

O Vorbunker (bunker superior ou bunker da frente) foi uma estrutura subterrânea cujo objectivo inicial era ser um abrigo antiaéreo para Adolf Hitler e os seus guardas e funcionários. Ficava localizado atrás do enorme hall de entrada da antiga Chancelaria do Reich, em Berlim, Alemanha, em 1936. O bunker foi designado oficialmente de  "Abrigo antiaéreo da Chancelaria do Reich" até 1943, quando o complexo passou por uma expansão com o acréscimo do Führerbunker, localizado um nível abaixo. Em 16 de Janeiro de 1945, Hitler foi para o Führerbunker. A ele juntou-se o seu pessoal mais próximo, incluindo Martin Bormann. Mais tarde, Eva Braun e Joseph Goebbels também foram para o Führerbunker enquanto Magda Goebbels e os seus seis filhos ficaram a morar no Vorbunker. A família Goebbels viveu no Vorbunker até à sua morte em 1 de Maio de 1945.